# Reshad Feild

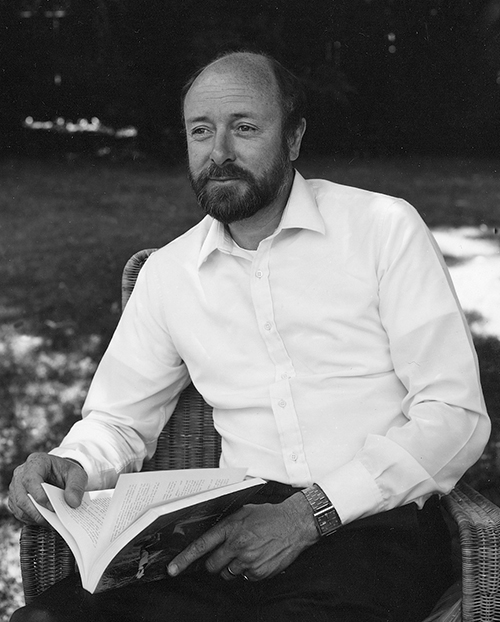
Reshad Feild 1976

Reshad Feild, bürgerlich Richard Timothy Feild (* 15. April 1934 in Hascombe, Surrey; † 31. Mai 2016 in Devon, England) war ein britischer Mystiker, Schriftsteller und Musiker. Er ist vor allem durch seine Bücher über eine universelle Sichtweise des Sufismus bekannt. Als Tim Feild war er zuvor der Mitbegründer der Folk-Pop Gruppe The Springfields gewesen.

## Leben
Stark beeinflusst wurde Reshad Feild durch die Lehren von Georges I. Gurdjieff und P. D. Ouspensky, darüber hinaus interessierte er sich stark für den tibetischen Buddhismus. Bei ausgiebigen Reisen durch Indien, Amerika und Europa traf er auf tibetische Lamas, nordamerikanische Schamanen und schließlich auf verschiedene Sufi-Meister, von denen ein Scheich der Mevlevi-Tariqa aus Konya für viele Jahre sein spiritueller Lehrer werden sollte. Von diesem wurde er in den frühen 1970er Jahren beauftragt, die auf den legendären persischen Mystiker Rumi (1207–1273) zurückgehende rituelle Zeremonie der tanzenden Derwische erstmals von der Türkei nach Amerika und Europa zu bringen und sie damit auch für Frauen und für Nichtmuslime zugänglich zu machen.
Seither vermittelte Reshad Feild einen religionsneutralen, formlosen Zugang zur „inneren Essenz“ des Sufismus. Sein literarisches Schaffen umfasst rund 20 in viele Sprachen übersetzte Werke. Sein erstes, der Bestseller Ich ging den Weg des Derwischs, beschreibt sein Zusammentreffen mit seinem wichtigsten spirituellen Lehrer, Bülent Rauf alias „Hamid“, der den Sufismus nach der Linie des andalusischen Mystikers Ibn Arabi (1165–1240) lehrte.
In Europa arbeitet der Chalice Verlag daran, die Lehren und die Bücher Feilds verfügbar zu halten.

## Werke (auf Deutsch)
- Autobiografische Trilogie:
  - Erster Teil: Die letzte Schranke – Ich ging den Weg des Derwischs. Diederichs, Düsseldorf 1977; Chalice, Xanten 2014, ISBN 978-3-942914-11-6
  - Zweiter Teil: Wissen, dass wir geliebt sind – Das Siegel des Derwischs. Diederichs, München 1980; Chalice, Xanten 2014, ISBN 978-3-942914-12-3
  - Dritter Teil: Unterwegs nach Hause – Jede Reise beginnt mit einer Frage. Krüger, Frankfurt am Main 1997; Chalice, Xanten 2014, ISBN 978-3-942914-13-0
- Schritte in die Freiheit. Martin, Südergellersen 1984; (Neuausgabe als: Mit Achtsamkeit durchs Leben – 39 Schritte in die Freiheit bei Chalice, Xanten 2019, ISBN 978-3-942914-35-2)
- Leben um zu heilen. Martin, Südergellersen 1985; Rowohlt Taschenbuch, Reinbek 1989
- Das atmende Leben. Wege zum Bewusstsein. Diederichs, München 1989; Chalice, Zürich 2008, ISBN 978-3-905272-15-4
- Reshad Feilds Reiseführer auf dem Weg zum Selbst. Plejaden, Boltersen 1989, ISBN 3-88419-046-6
- Die Alchemie des Herzens. Diederichs, München 1990; Aurum, Bielefeld 2004, ISBN 3-89901-020-5
- Spuren im Sand. Sphinx, Basel 1990, ISBN 3-85914-624-6
- Mit den Augen des Herzens. Diederichs, München 1991; Arbor, Freiamt 1998
- Rosenblätter. Gedichte und Geschichten. Sphinx, Basel 1992, ISBN 3-85914-627-0
- Spirituelle Psychologie / Der Sinn des Erinnerns. Chalice, Luzern 1997, ISBN 3-905272-07-5
- Dieser Tag ist Deiner. Ein Tagebuch. Arbor, Freiamt 2000, ISBN 3-924195-66-8
- Kein Tag wie dieser. Ein Journal für Menschen auf dem Weg. Chalice, Zürich 2005, ISBN 3-905272-20-2
- Die innere Arbeit. Studienmaterial einer lebenden esoterischen Schule. 3 Bände:
  - Band I: Chalice, Zürich 2005, ISBN 3-905272-21-0
  - Band II: Chalice, Zürich 2010, ISBN 978-3-905272-22-2
  - Band III: Chalice, Xanten 2011, ISBN 978-3-942914-01-7
- Atmen Sie, um Gottes Willen! Vorträge über die mystische Kunst und Wissenschaft des Atems. Chalice, Xanten 2013, ISBN 978-3-942914-09-3
- Gesammelte Werke in drei Bänden, Chalice, Xanten 2016, ISBN 978-3-942914-31-4, ISBN 978-3-942914-32-1 und ISBN 978-3-942914-33-8